# Émile Barthes
Pour les articles homonymes, voir Barthes.
Ne doit pas être confondu avec Émile Barthès.
Émile Georges Marie Barthes (30 décembre 1894 à Brest - mort le 27 avril 1974 à Toulon) est un contre-amiral français, actif durant la Seconde Guerre mondiale.

## Biographie
Émile Georges Marie Barthes naît à Brest le 30 décembre 1894. Émile Barthes s'engage dans la Marine française en 1912. Enseigne de vaisseau en 1915, il est affecté à Brest. Le Montaigne, qu'il commande, est cité à l'ordre du jour de l'Armée Navale. Promu lieutenant de vaisseau le 23 avril 1920, il embarque sur le Magellan, un navire-école. Breveté de l'École Supérieure de la Marine en 1926, il est fait chevalier de la Légion d'honneur. Affecté à Bizerte dans le 6e arrondissement maritime, Barthes est promu capitaine de corvette le 27 novembre 1928. Promu capitaine de frégate, Barthes commande ensuite le contre-torpilleur Terrible.

## Seconde Guerre mondiale
À la veille de la Seconde Guerre mondiale, Barthes est capitaine de vaisseau et commande L'Indomptable, un contre-torpilleur. En mai 1940, il prend brillamment part aux opérations en mer du Nord et sur les côtes de Norvège sous le feu ennemi, ce qui lui vaut une citation à l'ordre de l'armée de mer, le 30 mai 1940. Il commande le Jean Bart d'août 1941 à mars 1943 et fait tirer sur les Alliés lors de l'opération Torch.
Promu contre-amiral, le 18 novembre 1942, Émile Barthes est finalement nommé Commandant de la Marine de Lorient en 1946.
Le contre-amiral Barthes décéda en 1974. Il était le fils du capitaine de frégate Émile Barthes (1855-1936) et le neveu du vice-amiral Eugène Barthes (1862-1950).

## Mémoires
Émile Barthes a rédigé ses Mémoires. ils sont rassemblés dans un ouvrage intitulé Par méridiens et parallèles, édité en 1970 aux éditions de la PLéïade à Toulon (Var). Ce livre, composé d'une cinquantaine de très courts chapitres, évoque les thématiques suivantes : les deux guerres mondiales, les souvenirs d'escales, la France d'outre-mer.

## Décorations
- Grand officier de la Légion d'honneur
- Croix de guerre 1939–1945
- Chevalier de l'ordre du Mérite maritime
- Officier d'académie
- Médaille coloniale agrafe "Tunisie"
- Médaille commémorative française des opérations du Moyen-Orient
- Médaille interalliée de la Victoire
- Commandeur de l'ordre du Ouissam alaouite
- Officier de l'Ordre de l'Étoile noire
- Officier du Nichan Iftikhar

## Sources
- Émile Georges Marie Barthes sur Espace Tradition de l'École navale.